# Anni 570
Gli anni 570 sono il decennio che comprende gli anni dal 570 al 579 inclusi.

## Eventi, invenzioni e scoperte

### Europa

#### Regno Longobardo

Divisione della Penisola Italiana alla morte del re Alboino

- 571: I longobardi, guidati dal re Alboino, conquistano Benevento.
- 572: Alboino viene assassinato. Sale al trono Clefi. Sotto il suo regno venne conquistata la Toscana e Ravenna, simbolo del controllo bizantino sull'Italia, venne posta sotto assedio.
- 574: Probabilmente su ordine dell'esarca d'Italia, Clefi viene assassinato. Siccome i longobardi rinunciarono ad eleggere un successore ebbe inizio il Periodo dei Duchi, durante il quale la penisola longobarda fu governata in maniera collegiale dai vari duchi longobardi di recente insediati e indipendenti l'uno dall'altro.

#### Impero romano d'Oriente
- 570: In Spagna, il re visigoto Liuva I riconquista Baza e Malaga.

- 572: L'invasione longobarda dell'Italia procede. Rimangono sotto il controllo dell'Impero romano d'Oriente: Ravenna, il "Corridoio Bizantino", il Ducato Romano, la Venetia Marittima, Genova, Sicilia, Sardegna, Corsica, Calabria e parte della Puglia.
- 572: Invece di inviare truppe in Spagna e in Italia (mossa che probabilmente avrebbe respinto i longobardi e i visigoti), l'imperatore Giustino II smette di pagare i tributi alla Persia ed inizia un'inutile e infruttuosa guerra con l'Impero Sasanide. Solido con l’effigie di Giustino II

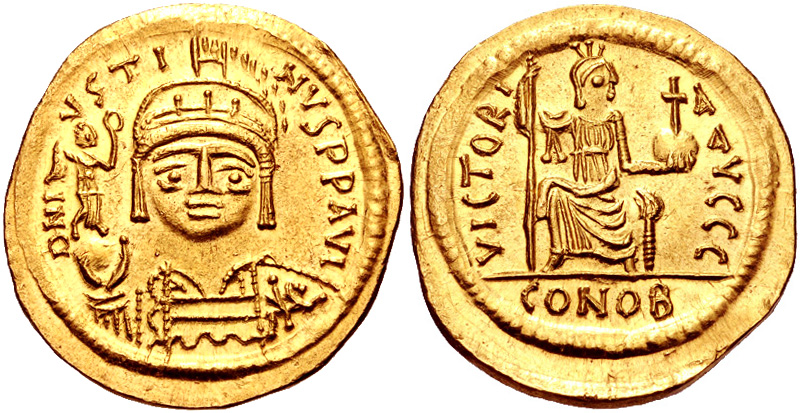
Solido con l’effigie di Giustino II

- 573: I persiani invadono la Siria e sottraggono Dara ai bizantini, costringendo l'imperatore a comprare una pace precaria tramite tributo annuo. Tuttavia, la perdita della città, probabilmente unita al senso di colpa per non essere riuscito a mantenere le conquiste dello zio, Giustino II diviene folle.
- 574: Giustino II richiama a palazzo il generale Tiberio II e, ignorando completamente i suoi familiari, lo nomina suo successore, per poi ritirarsi a vita privata.
- 578: Morte di Giustino II. Tiberio II diventa imperatore. Sotto il suo regno riprese una breve, ma fruttuosa (venne conquistato l'Arzanene), guerra contro l'Impero Sasanide, che però gli impedì di inviare truppe in Italia per fermare l'invasione dei longobardi.

#### Regno dei Visigoti

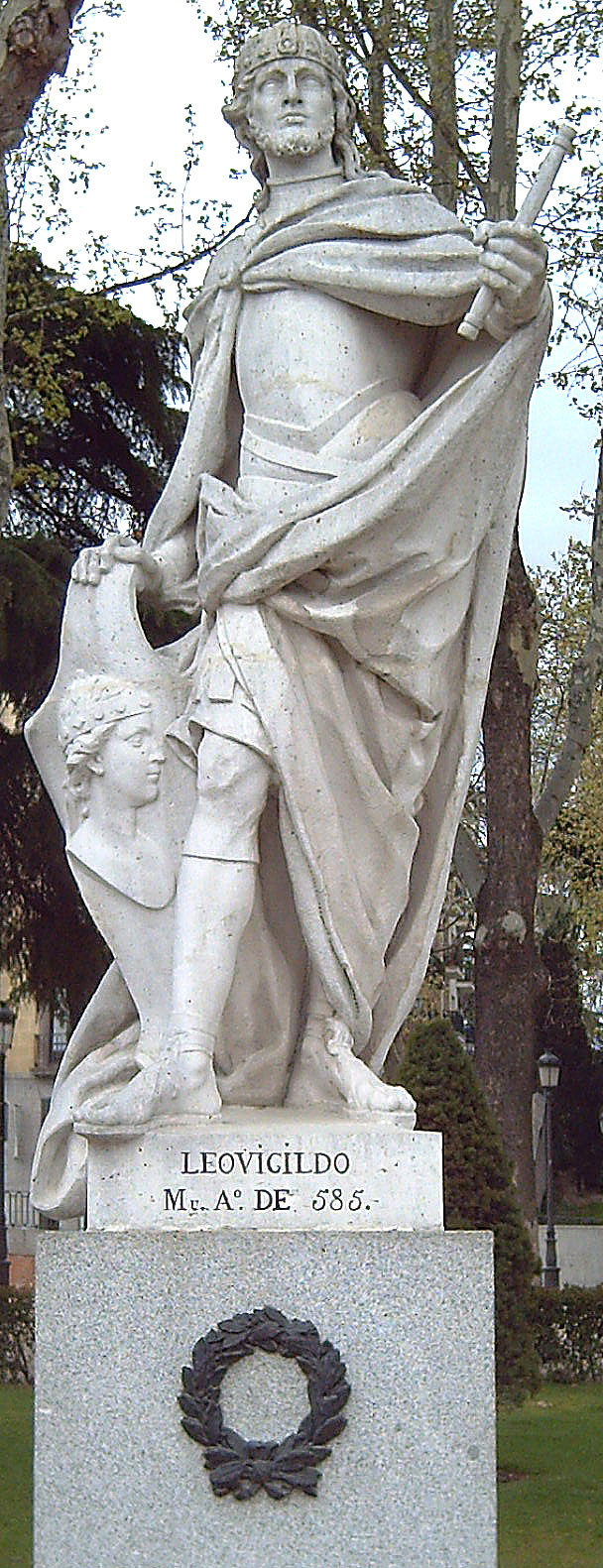
Statua di Leovigildo nella Plaza de Oriente, di Madrid (F. Corral, 1750-53)

- 570: Vengono riconquistate Baza e Malaga.
- 573: Morte di Liuva I. Diventa re Leovigildo.
- 574: Leovigildo sopprime le rivolte degli aristocratici.

### Asia

#### Penisola Arabica
- 570: Nascita di Maometto.

### Altro

#### Religione
- 13 luglio 574: Morte di Papa Giovanni III.
- 2 giugno 575: Diventa papa Benedetto I.
- 30 luglio 579: Morte di Papa Benedetto I.
- 26 novembre 579: Diventa papa Pelagio II.

## Personaggi
- Giustino II, imperatore bizantino
- Tiberio II, imperatore bizantino
- Clefi, re dei longobardi